# 嶋木智実
嶋木 智実（しまき ともみ、1981年5月13日 - ）は、日本の元女優。東京都出身。

## 来歴
2000年に公開された映画『バトル・ロワイアル』で女優デビュー。小川さくら役に抜擢された。
その後は活動しておらず、女優としての活動は途絶えている。

## 人物
- 『バトル・ロワイアル外伝』の映像内にて共演した金澤祐香利と会話している様子の映像がある。金澤にバッグを拾う練習を見てもらっていたり、自身の演技に自信を持てていなかったり、お互い共演した藤原竜也の演技の上手さに驚いている。
- 『バトル・ロワイアル』の撮影中に共演した安藤政信にどうやって泣くのか質問している。[2]
- 年齢関係なく、本当の友情や好きな人のためだったら死ねるといった人間の内面部分が好き。
- バトル・ロワイアル劇場パンフレットには「もし大切な人と戦わないといけないとしたらどうしますか」という質問に対して「殺すか殺されるかしかないなら、殺されるほうがいいです。でも、できれば大切な人とその状況から逃げ出したい。」と答えている。また「深作欣二監督に一言」という質問には「監督と話して、人生を満喫する、楽しむとはこういう事かなと思いました。私も監督のように、自分にとって最高の人生を送りたいと思います。いろいろとありがとうございました。」と答えている。

## 出演
- バトル・ロワイアル - 小川さくら 役